# Franco Salvadè
Franco Salvadè, detto Gildo (Varese, 13 aprile 1960), è un allenatore di calcio ed ex calciatore italiano, di ruolo difensore o mediano.
Nella sua carriera agonistica ha disputato 217 incontri in Serie B.

## Carriera

### Giocatore
Formatosi nell'U.S. Bosto, inizia la carriera agonistica nella squadra della sua città, il Varese, club con cui esordisce in Serie B nella stagione 1977-1978.
Nell'ottobre del 1978 è ingaggiato dal Genoa, club di Serie B. Con i rossoblu raggiunse il dodicesimo posto e scendendo in campo in due occasioni.
La stagione seguente torna al Varese, retrocesso in terza serie. Con i varesini vince il Girone A ed ottiene la conseguente promozione tra i cadetti.
Con il Varese gioca cinque stagioni tra i cadetti, perdendo la promozione in massima serie nell'annata 1981-1982, stagione in cui con il suo club raggiunse il quarto posto a due punti dalle promosse Pisa e Sampdoria. Dopo alcune stagioni a metà classifica, Salvadè con il club lombardo retrocede in terza serie al termine della Serie B 1984-1985.
Nel 1985 è ingaggiato dalla Triestina, militante in Serie B. Con i giuliani nella prima stagione sfiora la promozione in massima serie, che non otterrà anche a causa del coinvolgimento della società nel secondo Totonero. La stagione seguente Salvadè con il suo club otterrà l'undicesimo posto, posizione dovuto anche ai quattro punti comminati al sodalizio triestino a seguito delle sentenze deliberate dalla CAF per lo scandalo. Con la Triestina giocò in totale 28 incontri.
Nel 1987 passa al Monza, in terza serie. Con i brianzoli ottiene la promozione in cadetteria, a pari punti con l'Ancona ma perdendo la prima piazza a favore dei dorici a causa della differenza reti peggiore.
La stagione seguente, sempre in Brianza, ottiene il quindicesimo posto e la permanenza di categoria grazie ad una classifica avulsa favorevole nei confronti del Brescia e dell'Empoli.
Nel 1989 torna a giocare tra le file del Varese, società con cui disputa e vince il Girone B della Serie C2 1989-1990. Rimarrà con il sodalizio varesino anche la stagione seguente, senza però mai scendere in campo.

### Allenatore
In seguito al suo ritiro diviene allenatore delle giovanili del Varese.
Dal 2010 guida i Giovanissimi 1997 della Varesina.

## Palmarès

### Competizioni nazionali
- Campionato italiano Serie C1: 1

Varese: 1979-1980
- Campionato italiano Serie C2: 1

Varese: 1989-1990
- Coppa Italia Serie C: 1

Monza: 1987-1988